# Chlidonoptera werneri
Chlidonoptera werneri är en bönsyrseart som beskrevs av Giglio-tos 1915. Chlidonoptera werneri ingår i släktet Chlidonoptera och familjen Hymenopodidae. Inga underarter finns listade i Catalogue of Life.